# ياسمين هندي أبيض
ياسمين هندي أبيض (الاسم العلمي: Plumeria  alba)، هو نبات شجيري نفضية أو متساقطة الأوراق وقد لا تساقط أوراقها ينتمي إلى دفلية (فصيلة: Apocynaceae) ، ويتم تصنيفة عادة ضمن مجموعة نباتات الزينة والزهور وهو واحد من اصل أربعة أنواع تابعين لجنس بلوميريا

## الوصـف
الساق قائم سميك فاتح اللون، والأوراق بسيطة بيضية سميكة ذات عروق واضحة كاملة الحافة أو مسننة، أما الأزهار فهي بيضاء ذات مركز أصفر اللون وتخرج في مجاميع في الصيف والخريف وتتميز برائحتها العطرية، ويكون ارتفاع الشجيرة من 2 إلى 8 متر.

## مناطق الانتشار
الموطن الأصلي لهذه الشجيرات هو أمريكا الوسطى وجُزّر الكاريبي وتم تجنيس النبات في مناطق جنوب شرق آسيا وجنوب آسيا

## الأحتياجات البيئية
يحتاج الياسمين الهندي الأبيض إلى وهج الشمس أو ضوء شديد الوهج وتسقط أوراقها عندما تصل درجة الحرارة إلى 10 درجة مئوية أو 50 فهرنهايت.

## معرض صور

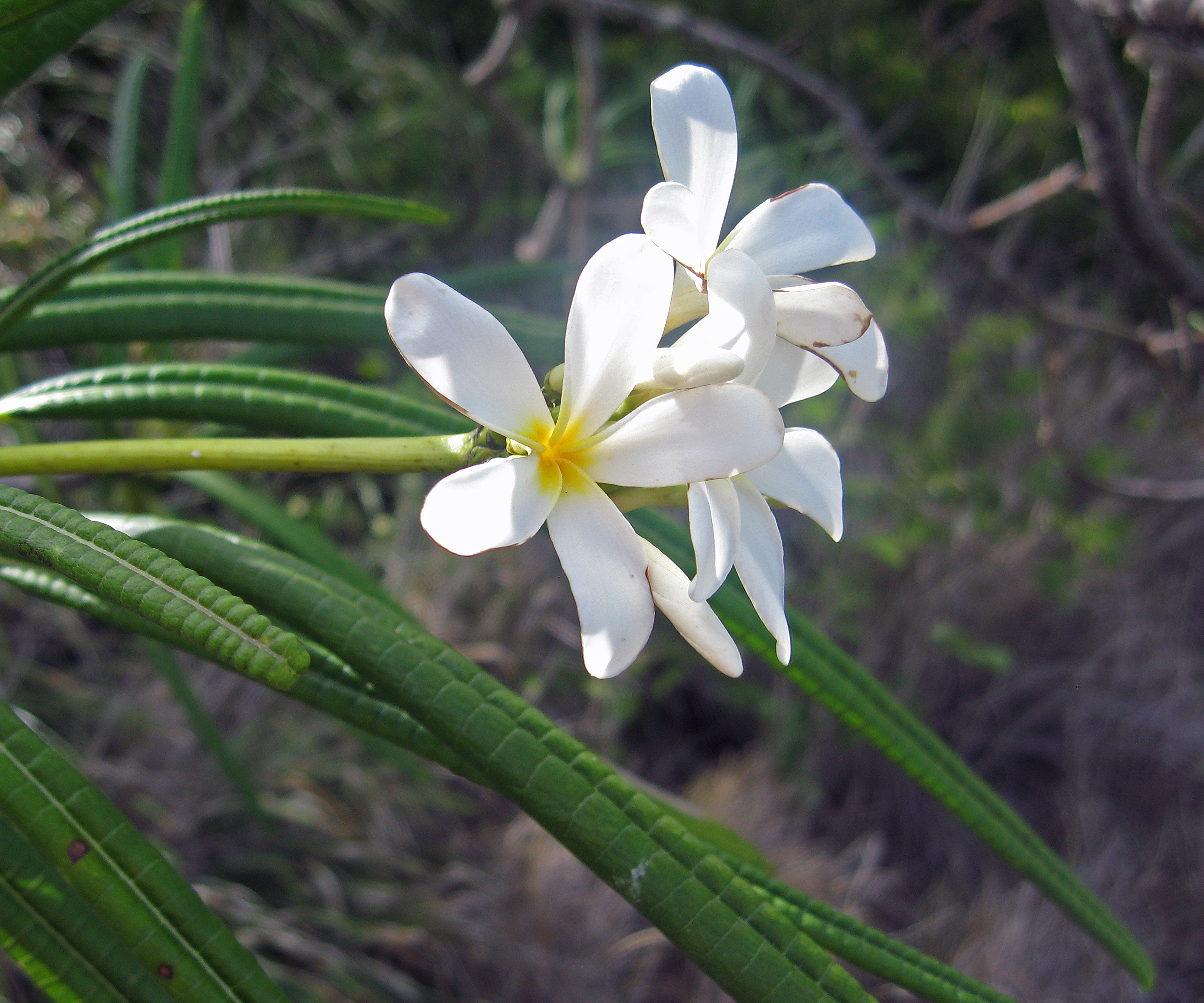
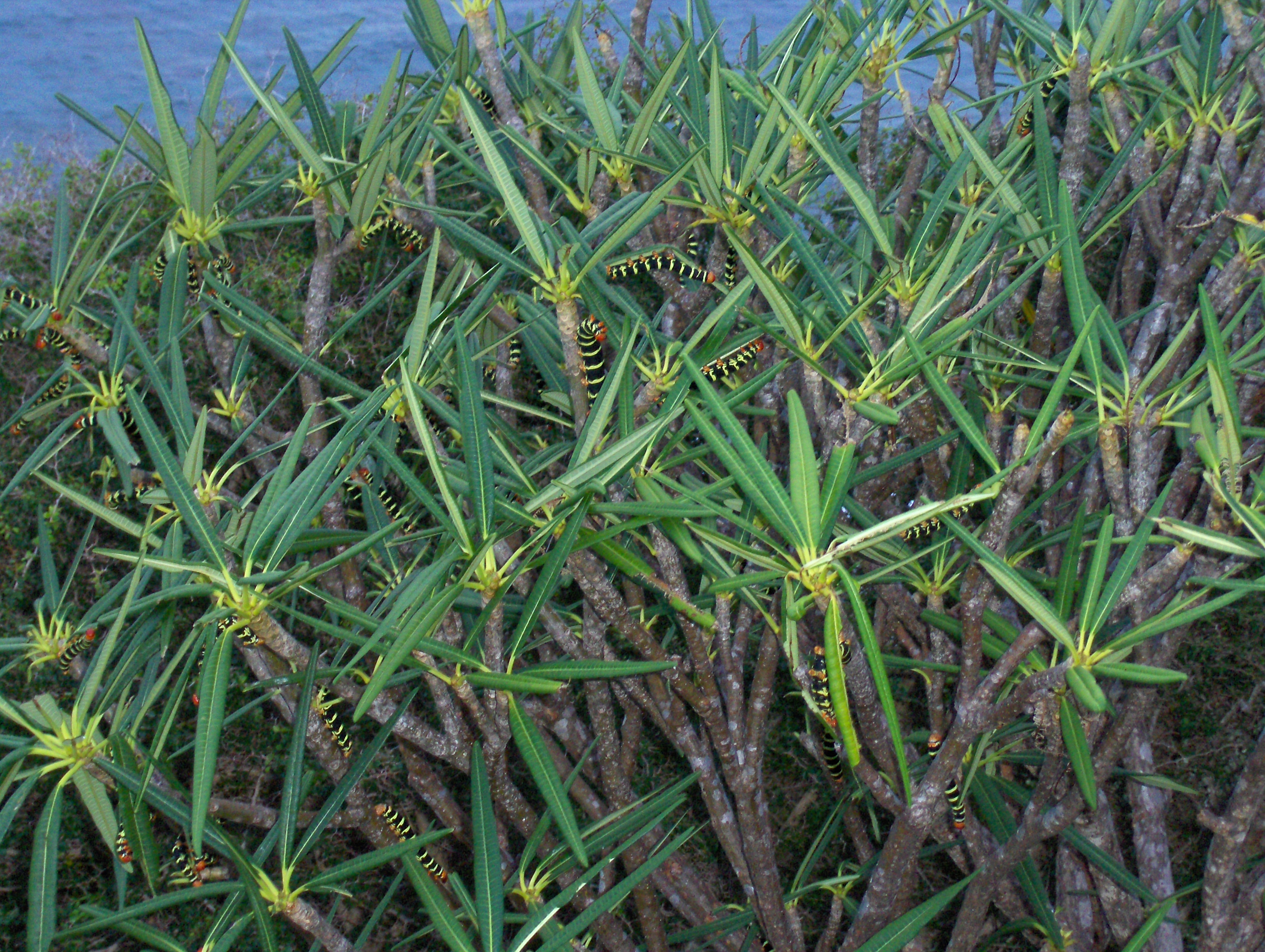
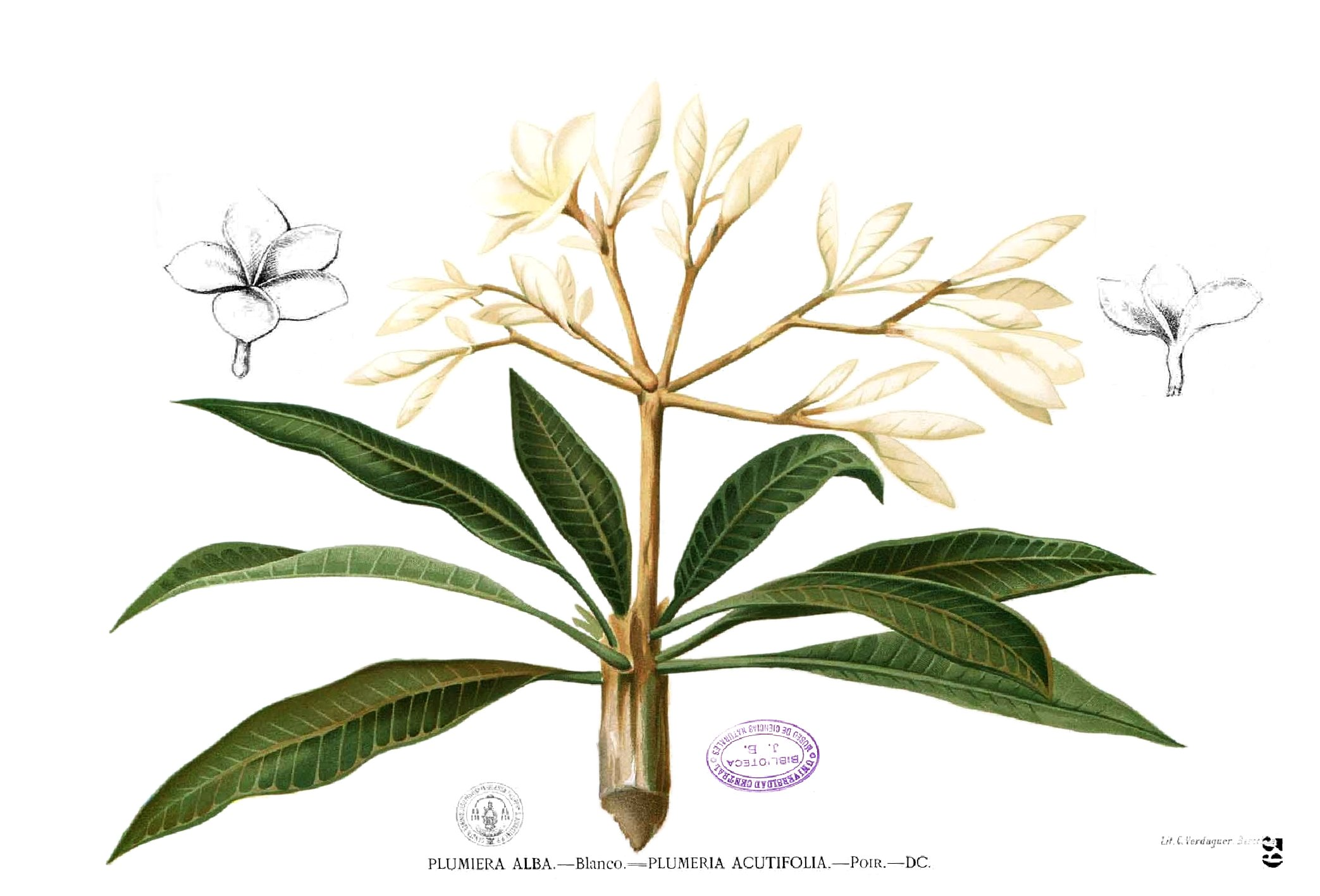

## طالع ايضاً
نباتات زينة
- قائمة نباتات مصر